# MyDearDarlin'
MyDearDarlin'（マイディアダーリン）は2020年1月26日にデビューした日本の女性アイドルグループ。通称マイディア。RIZEプロダクション所属。
コンセプトに「令和新時代の王道アイドルグループ」を掲げ活動しており、同事務所のFES☆TIVEの公式姉妹グループとされている。
グループ名は、「応援してくれる1人1人を大切にし、応援してくれる人にとって1番大切な存在となれるように」という思いを込めて名付けられた。

## 概要
2020年1月26日に神田明神ホールにてデビュー。結成時のメンバーは櫻井優衣、櫻井まい、篠崎麗、是枝優美、水城梓、松本玲奈、咲真ゆか、東條ゆりあ。
2019年9月、FES☆TIVEのプロデューサーである世古竜真らで起業した会社「アップダンス・エンターテインメント」がタイ・バンコクを拠点として活動する姉妹グループ「sumomo」をプロデュース。その後、続けて日本でも姉妹グループを立ち上げることになり、オーディションを開始。
募集開始段階で、櫻井優衣の加入が決定していた。
プロデュースはsumomoと同様アップダンス・エンターテインメントが行っている。
FES☆TIVEの公式姉妹グループではあるが、同グループと方向性は異なり、独自の路線でファン層を獲得している。
2025年5月現在、初期メンバー3名に加えて2期メンバー1名、3期メンバー1名、4期メンバー1名の計6名で活動している。

## メンバー

### 現メンバー
| 名前                          | 愛称                | 誕生日                 | メンバーカラー | 出身地   | 加入期 | 備考                              |
| ----------------------------- | ------------------- | ---------------------- | -------------- | -------- | ------ | --------------------------------- |
| 東條 ゆりあ とうじょう ゆりあ | ゆりあ              | 2002年1月24日（23歳）  | オレンジ       | 福岡県   | 1期    | 元空想モーメント(西野ゆりあ名義)  |
| 咲真 ゆか さくま ゆか         | ゆかちゃん さくまる | 1998年4月1日（27歳）   | イエロー       | 大阪府   | 1期    | リーダー                          |
| 是枝 優美 これえだ ゆうみ     | みんちゃん          | 1995年12月26日（29歳） | グリーン       | 神奈川県 | 1期    |                                   |
| 夢実 あすか ゆめみ あすか     | あすか              | 2002年2月13日（23歳）  | レッド         | 神奈川県 | 2期    |                                   |
| 濱田 菜々 はまだ なな         | なな                | 1999年12月22日（25歳） | ホワイト       | 東京都   | 3期    | 元SiAM&POPTUNe 元Gran☆Ciel        |
| 広山 楓 ひろやま かえで       | かえちゃん          | 1999年10月18日（25歳） | ブルー         | 埼玉県   | 4期    | 元notall WALLOP ENTERTAINMENT所属 |

### 過去の所属メンバー
| 名前                      | 愛称                  | 誕生日                 | メンバーカラー | 出身地   | 加入期 | 卒業時期       | 備考                                                 |
| ------------------------- | --------------------- | ---------------------- | -------------- | -------- | ------ | -------------- | ---------------------------------------------------- |
| 櫻井 優衣 さくらい ゆい   | ゆい                  | 2000年2月21日（25歳）  | ホワイト       | 東京都   | 1期    | 2020年7月16日  | 元ピンク・ベイビーズ 現FRUITS ZIPPERメンバー         |
| 櫻井 まい さくらい まい   | まいまい              | 2000年8月22日（24歳）  | レッド         | 神奈川県 | 1期    | 2020年7月16日  | 元Very Very Red Berry 現フューチャーサイダーメンバー |
| 松本 玲奈 まつもと れな   | れなち                | 2002年10月5日（22歳）  | パープル       | 大阪府   | 1期    | 2021年1月2日   | 元ヤンチャン学園KANSAI 3期生                         |
| 篠崎 麗 しのざき れい     | れい                  | 2001年5月16日（24歳）  | ピンク         | 岩手県   | 1期    | 2022年9月27日  | 現ノルニルメンバー                                   |
| 美咲 優羽 みさき ゆう     | ゆかフィン ゆーちゃん | 2000年3月29日（25歳）  | ホワイト       | 北海道   | 2期    | 2022年12月14日 |                                                      |
| 水城 梓 みずしろ あずさ   | あぁちゃん            | 2000年4月4日（25歳）   | アクアブルー   | 神奈川県 | 1期    | 2024年07月23日 |                                                      |
| 葉山 かえで はやま かえで | かえち                | 1997年10月19日（27歳） | パープル       | 埼玉県   | 2期    | 2025年03月13日 |                                                      |

## 略歴

### 2019年
- 9月20日 - FES☆TIVEの公式姉妹グループとして、オーディションを開始[4]。

### 2020年
- 1月4日 - グループが発足。メンバー8名が公開された[9]。
- 1月26日 - 神田明神ホールにて、お披露目ライブが開催[3]。半年後の7月に新宿BLAZEにて1stワンマンライブの開催を発表した[11]。
- 7月16日 - 新型コロナウイルスの影響により、新宿BLAZEにて開催予定であった1stワンマンライブを中止。同会場にて「MyDearDarlin'単独LIVE-現体制ラストLIVE-」を開催[12]。
- 9月24日 - 「FLOWER」「青の君」のミュージックビデオを公開[13]。
- 10月23日 - MARQUEEの誌面掲載オーディション「MARQUEE15分クッキング」に咲真が出演[14]。
- 12月15日 - 1stシングル『Candy Chu!/FLOWER/青の君』を発売。リリースに先駆けて、各CDショップなどでリリースイベントを開催[15]。

### 2021年
- 1月2日 - 「TOKYO IDOL PROJECT × @JAMニューイヤープレミアムパーティ2021」に出演。このライブをもって松本がグループを卒業[16]。
- 1月13日 - 新メンバーに美咲優羽、夢実あすか、葉山かえでを発表。デビュー当時と同じ8名体制に戻ることとなった[17]。
- 1月22日 - 昨年10月に開催されたMARQUEE誌面掲載オーディションにて1位を獲得し、Vol.141に掲載[5]。
- 2月16日 - 『 MyDearDarlin' presents IDOL CONTENT EXPO ～新宿BLAZE 2DAYS SPECIAL～ 前編・後編』にて、新体制をお披露目。
- 5月29日 -  @JAM EXPO 2020-2021のメインステージ争奪戦企画にて優勝。同時に新曲「SAYONARA」を初披露した[18]。
- 6月2日 - TSUTAYA O-EASTにて、1stワンマンライブ「MyDearDarlin' 1stワンマンLIVE -You are my darlin’♡-」を開催[19]。1stアルバムの制作、2ndワンマンライブの開催を発表した[20]。
- 8月27日-28日 - @JAM EXPO 2020-2021に出演。27日には横浜アリーナに作られた一番大きいステージであるストロベリーステージにてパフォーマンスした[21]。
- 12月21日 - 1stアルバム『Dearest』を発売。新曲2曲を含め、全14曲を収録[22]。新曲「ナノLOVE」を含む6曲は、シンガーソングライターの多田慎也が書き下ろし[23]。

### 2022年
- 1月8日 - 全国ツアー「GIFT」を開催。東京・神田明神ホールを皮切りに全国5県6会場で開催[22]。
- 2月26日 - Zepp Hanedaにて、「MyDearDarlin' 2ndワンマンLIVE 〜 We Love Darlin' ♡ 〜」を開催[20]。
- 9月20日 - 東京国際フォーラム ホールCにて、「MyDearDarlin' 3rdワンマンLIVE -僕らの詩-」を開催。
- 9月27日 - 「MyDearDarlin'単独LIVE-篠崎麗卒業LIVE-」にて、篠崎麗が卒業。
- 12月14日 - 「お試しマイディア東阪福LIVEツアー-東京-」にて、美咲優羽が卒業。

### 2023年
- 2月16日 - Zepp Diver Cityにて、「MyDearDarlin' 3rd Anniversary LIVE」を開催。
- 2月27日 - 中野サンプラザにて、「MyDearDarlin' 4thワンマンLIVE -君の声-」を開催[24]。
- 7月15日 - 河口湖ステラシアターにて、「MyDearDarlin' 5thワンマンLIVE 開夏-夜空に煌めくプラネタリウム-」を開催。[25]

### 2024年
- 1月21日 - LINE CUBE SHIBUYAにて、「MyDearDarlin' 6thワンマンLIVE  -Music Fighter!!」を開催。[26]
- 6月11日 - TOKYO DOME CITY HALLにて、「MyDearDarlin' 7thワンマンLIVE  『約束』」を開催。[27]
- 7月23日 - 「水城梓💐卒業LIVE」にて水城梓が卒業。[28]
- 7月27日 - 「六本木アイドルフェスティバル2024」にて濱田菜々が加入。[29]

### 2025年
- 1月24日 - Zepp Shinjukuにて、「MyDearDarlin’ 5th Anniversary  LIVE」を開催。[30]
- 3月13日 - 「葉山かえで卒業 LIVE」にて葉山かえでが卒業。[31]
- 4月27日 - 元「notall」の広山楓が加入。同5月2日の東京・神田明神ホール公演にて初お披露目[32]。

## 作品
※順位はオリコンランキング最高位。

### シングル
| #               | 発売日          | タイトル                 | 規格品番 | 収録楽曲                          | 備考                                 |
| 1CENTo INFINITY | 1CENTo INFINITY | 1CENTo INFINITY          | 1CENTo INFINITY                                                                                                   | 1CENTo INFINITY                   | 1CENTo INFINITY                      |
| --------------- | --------------- | ------------------------ | --- | --------------------------------- | ------------------------------------ |
| 1st             | 2020年12月15日  | Candy Chu!/FLOWER/青の君 | MDD-2001＜Type-A＞ MDD-2002＜Type-B＞ MDD-2003＜Type-C＞ MDD-2004＜Type-D＞ MDD-2005＜Type-E＞ MDD-2006＜Type-F＞ | 1. Candy Chu! 2. FLOWER 3. 青の君 | ウィークリー14位（2020年12月28日付） |

### アルバム
| #            | 発売日         | タイトル     | 規格品番                                                 | 収録楽曲 | 備考                                                             |
| HIGH CLARITY | HIGH CLARITY   | HIGH CLARITY | HIGH CLARITY                                             | HIGH CLARITY | HIGH CLARITY                                                     |
| ------------ | -------------- | ------------ | -------------------------------------------------------- | --- | ---------------------------------------------------------------- |
| 1st          | 2021年12月21日 | Dearest      | MDD-2101＜Type-A＞ MDD-2102＜Type-B＞ MDD-2103＜Type-C＞ | 1. My Dear 2. 恋するトップノート 3. SAYONARA 4. ポケット 5. Symphony #5 6. 一生涯オリジナリティ 7. トーキョーガール 8. ナノLOVE 9. Doki Doki ロングバケーション!!! 10. ワガママHOLiDAY 11. 夏が来る 12. MDDシンドローム 13. 七転八起ドリーマー 14. FLOWER (Piano Ver.) | デイリー4位(2021年12月20日付) ウィークリー25位(2022年01月03日付) |

### 楽曲一覧
| #    | 公開日         | 曲名                            | 備考                                                                                                 |
| ---- | -------------- | ------------------------------- | --- |
| 1st  | 2020年1月26日  | My Dear                         | デビューライブ(神田明神ホール)にてお披露目。                                                         |
| 2nd  | 2020年1月26日  | MDDシンドローム                 | デビューライブ(神田明神ホール)にてお披露目。                                                         |
| 3rd  | 2020年1月26日  | トーキョーガール                | デビューライブ(神田明神ホール)にてお披露目。                                                         |
| 4th  | 2020年1月26日  | 七転八起ドリーマー              | デビューライブ(神田明神ホール)にてお披露目。                                                         |
| 5th  | 2020年3月16日  | Doki Doki ロングバケーション!!! | スパニコカーニバル ZERO premium vol.4(duo MUSIC EXCHANGE)にてお披露目。                              |
| 6th  | 2020年6月24日  | 一生涯オリジナリティ            | MX REMOTE IDOL PARTY Vol.3にてお披露目。                                                             |
| 7th  | 2020年7月23日  | FLOWER                          | MX IDOL FESTIVAL Vol.17にてお披露目。                                                                |
| 8th  | 2020年9月23日  | 青の君                          | MyDearDarlin'定期公演vol.1にてお披露目。                                                             |
| 9th  | 2020年9月23日  | Symphony #5                     | MyDearDarlin'定期公演vol.1にてお披露目。                                                             |
| 10th | 2020年11月25日 | Candy Chu!                      | MyDearDarlin'定期公演vol.3にてお披露目。                                                             |
| 11th | 2021年4月24日  | 恋するトップノート              | @JAM THE WORLD 春のジャムまつり！2021にてお披露目。                                                  |
| 12th | 2021年5月13日  | わがままホリデー                | 篠崎麗生誕祭にてお披露目。                                                                           |
| 13th | 2021年5月29日  | SAYONARA                        | @JAM 2021 Day1 メインステージ争奪LIVEにてお披露目。「FLOWER」のアンサーソング。                      |
| 14th | 2021年6月2日   | 夏が来る                        | 1stワンマンLIVE「-You are my darlin’♡-」にてお披露目。                                               |
| 15th | 2021年12月1日  | ナノLOVE                        | 1stアルバム『Dearest』リリースイベント初日にてお披露目。                                             |
| 16th | 2021年12月15日 | ポケット                        | MyDearDarlin'定期公演vol.12 是枝優美生誕祭SPにてお披露目。                                           |
| 17th | 2022年2月26日  | アイスクリーム                  | MyDearDarlin' 2nd ワンマン LIVE 〜 We Love Darlin' ♡ 〜にてお披露目。                                |
| 18th | 2022年2月26日  | 僕らの詩                        | MyDearDarlin' 2nd ワンマン LIVE 〜 We Love Darlin' ♡ 〜にてお披露目。                                |
| 19th | 2022年9月20日  | 君の声                          | MyDearDarlin' 3rdワンマンLIVE -僕らの詩-にてお披露目。                                               |
| 20th | 2022年12月13日 | 告白                            | MyDearDarlin'主催LIVE 『I Love Darlin' SP3マン』にてお披露目。                                       |
| 21st | 2023年2月16日  | Kaleid0ScopE                    | MyDearDarlin' 3rd Anniversary LIVEにてお披露目。                                                     |
| 22nd | 2023年2月27日  | 君色ダイアリー                  | MyDearDarlin' 4thワンマンLIVE -君の声- にてお披露目。                                                |
| 23rd | 2023年7月15日  | プラネタリウム                  | MyDearDarlin' 5thワンマンLIVE 開夏-夜空に煌めくプラネタリウム- にてお披露目。                        |
| 24th | 2023年7月15日  | 真夏の彼方                      | MyDearDarlin' 5thワンマンLIVE 開夏-夜空に煌めくプラネタリウム- にてお披露目。                        |
| 25th | 2023年9月27日  | Music Fighter                   | JAM EXPO 2023 supported by UP-Tアフターライブにてお披露目。                                          |
| 26th | 2023年11月28日 | レペゼンアース                  | MyDearDarlin'主催LIVE 『I Love Darlin' SP』にてお披露目。                                            |
| 27th | 2023年12月30日 | ぱっ！！！！！！ねーしょん      | MyDearDarlin'単独LIVE『是枝優美生誕祭Special』にてお披露目。                                         |
| 28th | 2024年1月2日   | キャラメルミルク                | 謹賀新年!アイドル初夢ライブ supported by @ JAMにてお披露目。                                         |
| 29th | 2024年1月21日  | ラブレター                      | MyDearDarlin' 6thワンマンLIVE -Music Fighter!!にてお披露目。                                         |
| 30th | 2024年1月21日  | 約束                            | MyDearDarlin' 6thワンマンLIVE -Music Fighter!!にてお披露目。                                         |
| 31st | 2024年6月11日  | ハナムケロンリー                | MyDearDarlin' 7thワンマンLIVE 『約束』にてお披露目。                                                 |
| 32nd | 2024年6月11日  | LiaR                            | MyDearDarlin' 7thワンマンLIVE 『約束』にてお披露目。                                                 |
| 33rd | 2024年11月4日  | 雪恋トリガー                    | MyDearDarlin'×手羽先センセーション×カラフルスクリーム東名阪3マンツアー2024【大阪公演】にてお披露目。 |
| 34th | 2025年1月24日  | ブレーメン                      | MyDearDarlin’5th Anniversary LIVEにてお披露目。                                                      |

### タイアップ
| 年     | 楽曲               | タイアップ                                                 |
| ------ | ------------------ | ---------------------------------------------------------- |
| 2021年 | Candy Chu!         | 朝日放送 「相席食堂」エンディングテーマ                    |
| 2022年 | 恋するトップノート | 関西テレビ放送 「フットマップ」1～3月期 エンディングテーマ |

## 番組
- マイディアのm.a.p（wallop 2020年3月～特番として放送開始、2020年7月 - 2022年9月 毎月第3月曜日配信[43]）

## ラジオ
- Music Spice!（2023年7月4日 - 2025年3月25日 FM FUJI、火曜担当）